# Pehlivanköy (Stadt)
Pehlivanköy ist eine türkische Stadt und Hauptort des gleichnamigen Landkreises.

## Geografische Lage
Die Stadt liegt in der Provinz Kırklareli in Ostthrakien, etwa 50 km südwestlich der Provinzhauptstadt Kırklareli. Der türkische Name bedeutet „Ringerdorf“.

## Geschichte
Der historische Name Pavli (bulgarisch: Pavulo) ist abgeleitet vom griechischen Namen Agios Pavlos (Αγιος Παυλος). Der Ort wurde vom byzantinischen Kaiser Michael III. gegründet. Unter dem Namen Pavulo war Pehlivanköy lange ein christliches religiöses Zentrum. Nach dem Russisch-Osmanischen Krieg 1877–78 siedelten hier moslemische Familien aus dem Balkan.
Laut Stadtsiegel wurde der Ort 1948 zur Gemeinde (Belediye) erhoben.

## Verkehr
Die Stadt besitzt seit 1873 Bahnanschluss, als der entsprechende Abschnitt der Bahnstrecke İstanbul Sirkeci–Swilengrad eröffnet wurde. Der gleichnamige Bahnhof der Stadt wurde 1971 zum Trennungsbahnhof als die neu gebaute direkte Strecke nach Bulgarien, die hier von der historischen Strecke abzweigt, eröffnet wurde. Nach dem Vertrag von Lausanne war 1923 Westthrakien und damit auch der überwiegende Teil des Streckenabschnitts westlich von Pythio an Griechenland gefallen.